# CR比罗达特
比罗达特查巴伯瑞阿迪赫足球俱乐部（Chabab Riadhi de Belouizdad）是位于阿尔及利亚首都阿尔及尔贝尔考特区的足球俱乐部。创建于1962年，俱乐部的主体育场为1955年8月20日体育场（Stade 20 Août 1955）。

## 球队荣誉
- 阿爾及利亞足球甲級聯賽:  9次

1964–65, 1965–66, 1968–69, 1969–70, 1999–2000, 2000–01, 2019–20, 2020–21, 2021-22
- 阿尔及利亚盃: 8次

1965–66, 1968–69, 1969–70, 1977–78, 1994–95, 2008–09, 2016–17, 2018–19
- 阿尔及利亚联赛盃: 1 次

1999–2000
- 阿爾及利亞超級盃: 2 次

1995, 2019
- 马格里布锦标赛: 3次

1970, 1971 ;1972